# Качхицет
Качхицет (лат. Kutchicetus minimus) — вид вымерших пресноводных плотоядных млекопитающих из семейства ремингтоноцетид, единственный в роде Kutchicetus. Эндемик береговой линии океана Тетис в эпоху эоцена (лютетский век). Является переходной формой к современным китообразным.

## Описание
Качхицет описан учёными Баджпаем и Гансом Тевиссеном в 2000 году по голотипу RUSB 2647 — частичному скелету, найденному на территории Индии.
Kutchicetus minimus имел китообразное тело, четыре рабочих действующих конечности, длинный хвост и узкую гидродинамическую голову.